# Orenburg
Orenbúrg (in russo: Оренбу́рг, pronuncia /ɐrʲɪnˈburk/; dal 1938 al 1957  Čkálov, Чка́лов) è una città della Russia, situata al limite sud-orientale della parte europea sul fiume Ural, capoluogo dell'omonima regione.

## Geografia
La città sorge sulle due sponde del fiume Ural, che secondo la più diffusa convenzione geografica funge da confine tra l'Europa e l'Asia. Il fiume è attraversato da un ponte pedonale, dove c'è un segno storico simbolico del confine tra i due continenti.

## Storia
La città nacque come avamposto durante la colonizzazione russa della Siberia. Nel 1735 i coloni fondarono alla confluenza dei fiumi Ural e Or' una fortezza, che quattro anni più tardi prese il nome di Orsk. In seguito sorsero un secondo e un terzo avamposto, quest'ultimo nominato Orenburg, che ebbe successo e diventò l'attuale città di Orenburg, la cui posizione geografica non rispecchia quindi il nome, che significa fortezza (in tedesco Burg) sull'Or'.
Per cinque anni, dal 1920 al 1925, Orenburg fece da capitale alla RSSA Kirghisa, trasformata in seguito nella Repubblica Socialista Sovietica Kazaka.  Dal 1938 al 1957 si chiamò Čkalov, in onore del pilota Valerij Čkalov.

## Economia
La città è un centro industriale e di estrazione del gas naturale.
È rinomata per la manifattura di raffinati scialli prodotti con il pregiato pelo delle capre di Orenburg, che risulta tra i più sottili e caldi al mondo. 

## Infrastrutture e trasporti

### Aeroporti
All'aeroporto di Orenburg si basa la compagnia aerea russa Orenair che effettua voli di linea e charter nazionali ed internazionali dai diversi hub in 
Russia per Austria, Bulgaria, Cina, Croazia, India, Francia, Germania, Egitto, Italia, Tunisia, Turchia e Thailandia.
Nel 2008 l'Orenair era la seconda più grande compagnia aerea russa sul mercato dei voli charter. Con la sua flotta composta dagli aerei statunitensi Boeing 737 trasporta 1,85 milioni di persone all'anno.

### Militare
Orenburg è sede del comando della 31ª Armata missilistica della Guardia.

## Amministrazione

### Gemellaggi
Orlando